# Günther Csar
Günther Csar (né le 7 mars 1966 à Zell am Ziller, Tyrol) est un ancien spécialiste autrichien du combiné nordique. Il est désormais chargé de la détection des jeunes au sein de l'équipe nationale d'Autriche de combiné et cumule cette fonction avec celles de délégué de la FIS sur des épreuves de la Coupe du monde de combiné nordique,.

## Palmarès

### Jeux olympiques
| Épreuve / Édition | Calgary 1988 | Albertville 1992 |
| Individuel        | 34e          | 32e              |
| Par équipes       | Bronze       |                  |

### Championnats du monde
| Épreuve / Édition | Oberstdorf 1987 | Lahti 1989 | Val di Fiemme 1991 |
| Par équipes       | 4e              | 5e         | Or                 |

### Championnat du monde junior
- Médaille d'argent en individuel à  Lake Placid en 1986.

### Coupe du monde
- Meilleur classement général : 9e en 1990.
- Meilleur résultat : 5e.

### Coupe du monde B
- Une victoire :  Szczyrk, 17 février 1994.
- Une deuxième place :  Oberhof, 5 janvier 1995.